# 秋元真夏
秋元 真夏（あきもと まなつ、1993年〈平成5年〉8月20日 - ）は、日本の女優、タレントであり、女性アイドルグループ乃木坂46の元メンバーおよび2代目キャプテンである。東京都生まれ、埼玉県浦和市（現・さいたま市）出身。ジャパン・ミュージックエンターテインメント（エキサイティング・トリガー）所属。

## 来歴
1993年（平成5年）8月20日に東京都で生まれ、0歳7か月の時に埼玉県へ転居する。
幼稚園児の頃に芸能界に憧れ始め、小学生の頃の将来の夢はアナウンサーであった。
小学校卒業後、私立の女子中高一貫校へ進学。中学1年生の時、調理部に所属しながら生徒会の副会長を務めた。
高校2年生の時、目立ちたいという理由から生徒会長を務めた。高校3年生の時、乃木坂46の1期生オーディションを情報番組で知った。当時はアイドルになるつもりはなかったが、たまたま携帯電話を操作していた時、オーディションの締切日が画面に表示されたため、直感で応募してみることにした。
2011年（平成23年）8月21日、乃木坂46の1期生オーディションに合格し、暫定選抜メンバーに選ばれた。しかし、通っていた高等学校から芸能活動の許可が下りず、転校を考えたが母親に反対された。父親は学業の優先を求めたため対立したが、大学に合格してきちんと通学することを条件に合意した。そのため、高校卒業まで芸能活動を休止することになった。
2012年（平成24年）4月、高等学校を卒業後、女子大学へ進学。しかし大学合格後も親から反対された。活動に復帰するため、録画していた関連番組をすべて視聴した上でレッスンに参加し、番組の収録などに同行した。同年10月、4thシングル「制服のマネキン」の選抜メンバーおよび八福神に選ばれ活動に復帰。同年10月14日には3rdシングル「走れ!Bicycle」の発売記念全国握手会に参加し「誰よりも努力をして一生懸命、毎日毎日いろいろ頑張って早くメンバーに追いついて、皆さんに認めて貰えるように頑張っていきたいと思っています」とファンへ初めて挨拶した。
2013年（平成25年）4月、『BAD BOYS J』（日本テレビ）にてテレビドラマに初出演。
2014年（平成26年）1月10日、乃木神社で成人式を迎えた。同年12月6日、映画『超能力研究部の3人』で生田絵梨花、橋本奈々未とともに初の主演を務めた。
2016年（平成28年）6月11日、秋元真夏・相楽伊織・渡辺みり愛の3名で「真夏さんリスペクト軍団」を結成。同年8月に鈴木絢音も加入し、同年11月9日発売の16thシングル「サヨナラの意味」に軍団が歌唱する「2度目のキスから」が収録された。
2017年（平成29年）2月28日、1st写真集『真夏の気圧配置』（徳間書店）を発売。2017年3月13日付オリコン週間「本ランキング」の写真集部門で初登場1位を獲得、推定売上約5万4000部を記録し、2度目の重版が決定、3刷りとなり累計発行部数は8万部となった。同年のオリコン年間本ランキング「写真集」部門で9位に入った。同年5月3日、『マイナビ GirlsAward（ガールズアワード）2017 SPRING／SUMMER』で山里亮太と共にMCを務めた。
2019年（令和元年）5月、一般社団法人日本損害保険協会の2019年度「全国統一防火ポスター」に起用される。同年8月14日、卒業する初代キャプテン・桜井玲香の後任として2代目キャプテンに就任することが発表され、同年9月2日に2代目キャプテンに就任。同年9月にはワカメ役で舞台『サザエさん』に、同年11月には『連続ドラマW 引き抜き屋 〜ヘッドハンターの流儀〜』に出演した。
2020年（令和2年）4月8日、2nd写真集『しあわせにしたい』（竹書房）を発売。推定売上部数が約7万6000部を記録し、同年のオリコン年間本ランキング「写真集」部門で7位に入った。累計発行部数は10万5千部となった。同年10月1日、2ndソロ写真集の公式Instagramアカウントを個人アカウントとして引き継ぐ形で運用を始めた。
2022年（令和4年）4月30日、楽天生命パーク宮城で行われた東北楽天ゴールデンイーグルス対福岡ソフトバンクホークス4回戦で自身初の始球式を務めた。
2023年（令和5年）1月7日、自身の公式ブログにて、同年2月26日の『11th YEAR BIRTHDAY LIVE』の最終日に開催の卒業コンサートをもってグループを卒業することを発表した。同年2月21日には卒業記念写真集『振り返れば、乃木坂』（幻冬舎）を発売。同年3月1日、ジャパン・ミュージックエンターテインメントに移籍。同月31日、乃木坂46公式サイト内の公式ブログが閉鎖。5月、『それってパクリじゃないですか?』にて、乃木坂46卒業後初のドラマ出演。篠山瑞生役としてストーリー後半戦のキーパーソンを演じた。
2024年（令和6年）1月、舞台『鍵泥棒のメソッド→リブート』にて、乃木坂46卒業後初の舞台出演。ヒロインの水嶋香苗役を演じた。また同舞台の囲み取材では、「(俳優という)肩書には慣れないですが、女優もやっていますと言えるようにならないと」と女優業への意欲を明かした。5月3日、楽天モバイルパーク宮城で行われた東北楽天ゴールデンイーグルス対千葉ロッテマリーンズ7回戦で始球式を務めた。同年7月、『青島くんはいじわる』にて、乃木坂46卒業後の地上波連続ドラマで初レギュラー出演。同年8月31日、国立競技場で行われた明治安田J1リーグ第29節「FC町田ゼルビア対浦和レッズ」でキックインセレモニーに参加した。同年11月22日から配信開始したショートドラマ『サイコウさんは最高です!』にて、ドラマ初主演。主人公の西光朱里役を演じた。

## 人物
愛称は、まなつ、真夏さん、まなったん。名前の候補の中には母親が考案した「みるく」「光砂」があったが、父親の一存で夏に生まれたことから「真夏」と名づけられた。3歳年下の弟がいる。
行動原理は「かわいく見える」「目立てる」こと。チャームポイントは太もも。肩が出ているトップスとミニスカートのコーディネートにこだわりがある。
後輩からもイジられる愛されキャラで、粘り強くて我慢強い性格が特徴。ファンを大切にしていて「アイドルは応援してくれる人がいるから輝けるもので、ファンのみなさんがいなかったら私は無力です」と語っている。コミュニケーション能力も高いため「人たらし」とも言われ、プライベートでも多くのメンバーと遊んだり食事に行ったりしている。松井玲奈によれば「甘えるのがすごい上手。連絡を取り合っているときに、すぐ人に助けを求めてるからすぐ玉の輿に乗る」と言われたことがある。しかし人見知りが激しい一面を持ち、乃木坂46卒業後初の舞台『鍵泥棒のメソッド→リブート』の稽古初日では、共演者と話せずずっと稽古場の柱の近くにいたという。
同期で卒業生の白石麻衣とは誕生日が同じ（8月20日）で、秋元が1年年下。
『日経エンタテインメント!』のタレントパワーランキング「女子アイドルランキング」で2019年は14位、2020年は10位、2022年は5位にランクインした。

### 嗜好
好きな食べ物はマカロン、飲むヨーグルト、雑煮、餅。好きな人物は渡辺美優紀、尊敬する人物は須田亜香里、好きな芸人は博多華丸・大吉、ロンドンブーツ1号2号。好きなブランドはsnidel、HONEY MI HONEYで、理由は肩が出ていて透けている服が多いから。好きな音楽は[Alexandros]、西野カナ。仲が良いメンバーは生田絵梨花、白石麻衣、齋藤飛鳥、新内眞衣、西野七瀬、桜井玲香、中田花奈、若月佑美、松村沙友理、松井玲奈、岩本蓮加。生田とのペアでファンの間では「いくまな」、岩本とのペアでは「れんまな」という愛称で呼ばれている。また、乃木坂メンバー以外では田中美久（元HKT48）、加藤史帆（元日向坂46）との交流がある。

### 趣味
趣味は料理、裁縫、スポーツ観戦。
料理のレシピ本を読むのが好きで、アイドルにならなければパティシエになるのが夢だった。手料理や手書きのレシピを公式Instagramで公開しており、手作りの和食・洋食・スイーツを紹介している。得意料理はガトー・オ・ショコラ、タルト、クリームコロッケ。とくにお菓子作りが好きでガトー・オ・ショコラを作ってはメンバーに振る舞っていた。成功させたい料理はマカロン。マカロンはなかなかうまく作れないが、どら焼きのような大きいマカロンを作って食べたい。将来は料理本を出版するのが夢で、料理本の出版を目指してさまざまな料理を作っている。これらの料理好きなところを活かして『cookpad Live』で料理のレギュラー番組「まなったんのデキる嫁キブン」をもつことになった。
裁縫については、生駒里奈が「秋元は女の子として全部のことができ、裁縫もすごい上手なんです」と語った。
スポーツ観戦については、スポーツは観るプロだといい、オリンピックは「自分が吉田沙保里選手になったつもりで観てる」と独特の観戦方法を明かした。

### 特技
特技は料理、洗濯、反復横跳び、ヴァイオリン。スキーを学校で習った経験があり、滑ることができる。小学校の時の部活はバトン部、調理部。
保有資格は日本漢字能力検定2級、語彙・読解力検定準2級、家庭料理技能検定3級。
乃木坂46の頭脳王決定戦では中田花奈と同点の91点で1位。一方、歌が苦手でその歌声は放送自粛級とも評される。また運動音痴で「ダンスも歌もグループの中で最下位ぐらいに下手」と自ら語っている。

### 乃木坂46
グループ卒業時の最年長メンバー。メンバーやスタッフの癒しキャラ。メンバーを可愛く撮影するのが1番上手いと言われている。検定八福神、anan美脚選抜。
好きな振付は「気づいたら片想い」。好きな曲は「制服のマネキン」、「気づいたら片想い」、「命は美しい」。好きなミュージック・ビデオは「2度目のキスから」、「ガールズルール」、「制服のマネキン」。
デビュー当時は「王道アイドル」を目指していたが、白石麻衣や生田絵梨花、高山一実ら他のメンバーと競合することになると考え、自身のキャラクターを早くアピールするために、他のメンバーと被りにくい「あざといキャラ」へと振り切った。
アイドルとしてのプロ意識が非常に高いと評価され、握手会に来る人の特徴をメモしており、約300人ほどのファンを覚えている。バラエティ番組に出演し、自身の握手会に来たファンが偶然番組に登場した際も、そのファンの名前を答えることができた。その対応から「釣り師」とも呼ばれている。
若月佑美は秋元に対して「普段は本当に真面目で、理想をすごく高く持っている」「本当は自分のことをカワイイと思ってない。そういうネガティブな面を表に出さないように努力している」、白石麻衣は「真夏は努力家。コツコツと小さいことを積み重ねて、秋元真夏にしか築けないポジションを確立した。新たにキャプテンに選ばれたのも納得」、後輩である2期生の寺田蘭世は「誰にでも平等に優しい」、生田絵梨花は「頼られ愛される存在」と評している。
秋元は「乃木坂46に入って一番泣いたことは？」の質問に対しては「活動復帰した4thシングルの時で毎晩一人で泣いていた」、「一番うれしかったことは？」の質問に対しては「みんなと仲良くなれたこと」、「乃木坂46に入ってあなたが変わったところは？」の質問に対しては「プライドの持ち方」とそれぞれ答えている。

#### 休業と復帰
1期生オーディション後の初めての暫定選抜メンバーに選ばれ、立ち位置は1列目でセンターの横だったが、大学受験に専念するため約1年間活動を休止した。活動復帰直後に4thシングル「制服のマネキン」の選抜メンバーの2列目である八福神に選ばれたことがきっかけで、2列目から3列目に後退した西野七瀬とのわだかまりが発生し、活動復帰から約1年4カ月続いた。しかし『2ND YEAR BIRTHDAY LIVE』にて西野の「真夏おかえり、一緒に頑張ろう」という一言によってわだかまりが解け、後に秋元と西野は一緒に食事に行き卒業の相談をするほど仲が良くなった。
2列目としての復帰にファンから批判や否定の意見が多くあったため、活動復帰の翌日に公式ブログで悩みながらも心境を綴り、本人の希望で活動復帰後6日後に開催された3rdシングルの発売記念全国握手会に参加し、ファンへ初めて挨拶をした。
途中復帰した経緯からグループに恩返しをしたいという思いが強く「乃木坂46の大黒柱になること」「どんなジャンルでも信頼して仕事を任される人になること」を目標に掲げている。
活動復帰後の6年間で辞めたいと思ったことは一度もなかったといい「人に喜んでもらえる仕事がしたくて芸能界に入ったので、アイドルの活動は本当に楽しいことばかりなんです」と語っている。

## 作品

### シングル
乃木坂46
- 制服のマネキン（2012年12月19日、SRCL-8201/8） - EAN 4988009056432。
- 指望遠鏡（2012年12月19日、SRCL-8201/8） - EAN 4988009056432。
- 君の名は希望（2013年3月13日、SRCL-8253/9） - EAN 4988009080833。
- シャキイズム（2013年3月13日、SRCL-8253/9） - EAN 4988009080833。
- ロマンティックいか焼き（2013年3月13日、SRCL-8253/4） - EAN 4988009080833。
- サイコキネシスの可能性（2013年3月13日、SRCL-8259） - EAN 4988009080864。
- ガールズルール（2013年7月3日、SRCL-8315/21） - EAN 4988009084725。
- 世界で一番 孤独なLover（2013年7月3日、SRCL-8315/21） - EAN 4988009084725。
- 人間という楽器（2013年7月3日、SRCL-8321） - EAN 4988009084756。
- バレッタ（2013年11月27日、SRCL-8423/30） - EAN 4988009087887。
- 月の大きさ（2013年11月27日、SRCL-8423/30） - EAN 4988009087887。
- そんなバカな・・・（2013年11月27日、SRCL-8425/6） - EAN 4988009087894。
- 月の大きさ〜アニメ版〜（2013年11月27日、SRCL-8430） - EAN 4988009087924。
- 気づいたら片想い（2014年4月2日、SRCL-8520/6） - EAN 4988009092270。
- ロマンスのスタート（2014年4月2日、SRCL-8520/6） - EAN 4988009092270。
- 吐息のメソッド（2014年4月2日、SRCL-8520/1） - EAN 4988009092270。
- 夏のFree&Easy（2014年7月9日、SRCL-8563/9） - EAN 4988009094212。
- 何もできずにそばにいる（2014年7月9日、SRCL-8563/9） - EAN 4988009094212。
- その先の出口（2014年7月9日、SRCL-8563/4） - EAN 4988009094212。
- 何度目の青空か?（2014年10月8日、SRCL-8621/7） - EAN 4988009097251。
- 転がった鐘を鳴らせ!（2014年10月8日、SRCL-8621/2） - EAN 4988009097251。
- Tender days（2014年10月8日、SRCL-8627） - EAN 4988009097299。
- 命は美しい（2015年3月18日、SRCL-8780/6） - EAN 4988009104461。
- 立ち直り中（2015年3月18日、SRCL-8780/1） - EAN 4988009104461。
- 太陽ノック（2015年7月22日、SRCL-8840/6） - EAN 4988009110714。
- 羽根の記憶（2015年7月22日、SRC7-6/7） - EAN 4988009110837。
- 今、話したい誰かがいる（2015年10月28日、SRCL-8910/6） - EAN 4988009116747。
- ポピパッパパー（2015年10月28日、SRCL-8910/1） - EAN 4988009116747。
- 悲しみの忘れ方（2015年10月28日、SRCL-8914/5） - EAN 4988009116761。
- ハルジオンが咲く頃（2016年3月23日、SRCL-9025/33） - EAN 4988009124896。
- 憂鬱と風船ガム（2016年3月23日、SRCL-9031） - EAN 4988009124940。
- 裸足でSummer（2016年7月27日、SRCL-9138/44） - EAN 4988009130439。
- 僕だけの光（2016年7月27日、SRCL-9138/44） - EAN 4988009130439。
- サヨナラの意味（2016年11月9日、SRCL-9258/66） - EAN 4547366278866。
- 孤独な青空（2016年11月9日、SRCL-9258/66） - EAN 4547366278866。
- 2度目のキスから（2016年11月9日、SRCL-9262/3） - EAN 4547366278880。
- インフルエンサー（2017年3月22日、SRCL-9370/8） - EAN 4547366297515。
- 人生を考えたくなる（2017年3月22日、SRCL-9370/8） - EAN 4547366297515。
- 逃げ水（2017年8月9日、SRCL-9489/97） - EAN 4547366319156。
- 女は一人じゃ眠れない（2017年8月9日、SRCL-9489/97） - EAN 4547366319156。
- ひと夏の長さより…（2017年8月9日、SRCL-9489/90） - EAN 4547366319156。
- 泣いたっていいじゃないか?（2017年8月9日、SRCL-9497） - EAN 4547366319187。
- いつかできるから今日できる（2017年10月11日、SRCL-9572/80） - EAN 4547366330311。
- 不眠症（2017年10月11日、SRCL-9572/80） - EAN 4547366330311。
- まあいいか?（2017年10月11日、SRCL-9572/3） - EAN 4547366330311。
- シンクロニシティ（2018年4月25日、SRCL-9782/90） - EAN 4547366354140。
- Against（2018年4月25日、SRCL-9782/90） - EAN 4547366354140。
- ジコチューで行こう!（2018年8月8日、SRCL-9913/21） - EAN 4547366369465。
- 空扉（2018年8月8日、SRCL-9913/21） - EAN 4547366369465。
- あんなに好きだったのに…（2018年8月8日、SRCL-9921） - EAN 4547366369496。
- 帰り道は遠回りしたくなる（2018年11月14日、SRCL-9974/82） - EAN 4547366382037。
- 告白の順番（2018年11月14日、SRCL-9978/9） - EAN 4547366382051。
- Sing Out!（2019年5月29日、SRCL-11186/94） - EAN 4547366406672。
- 夜明けまで強がらなくてもいい（2019年9月4日、SRCL-11260/8） - EAN 4547366418569。
- 僕のこと、知ってる?（2019年9月4日、SRCL-11260/8） - EAN 4547366418569。
- 僕の思い込み（2019年9月4日、SRCL-11268） - EAN 4547366418590。
- しあわせの保護色（2020年3月25日、SRCL-11460/8） - EAN 4547366444193。
- サヨナラ Stay with me（2020年3月25日、SRCL-11460/8） - EAN 4547366444193。
- 世界中の隣人よ（2020年5月25日）[132]
- Route 246（2020年7月24日）
- 僕は僕を好きになる（2021年1月27日、SRCL-11680/8） - EAN 4547366487244。
- 明日がある理由（2021年1月27日、SRCL-11680/8） - EAN 4547366487244。
- Wilderness world（2021年1月27日、SRCL-11680/1） - EAN 4547366487244。
- ごめんねFingers crossed（2021年6月9日、SRCL-11836/44） - EAN 4547366507270。
- 全部 夢のまま（2021年6月9日、SRCL-11836/44） - EAN 4547366507270。
- 君に叱られた（2021年9月22日、SRCL-11880/8） - EAN 4547366522303。
- 他人のそら似（2021年9月22日、SRCL-11888） - EAN 4547366522334。
- 最後のTight Hug（2021年11月5日）[133]
- Actually...（2022年3月23日、SRCL-12100/8） - EAN 4547366549058。
- 深読み（2022年3月23日、SRCL-12100/8） - EAN 4547366549058。
- 好きになってみた（2022年3月23日、SRCL-12108） - EAN 4547366549089。
- 好きというのはロックだぜ!（2022年8月31日、SRCL-12210/8） - EAN 4547366571950。
- ここにはないもの（2022年12月7日、SRCL-12330/8） - EAN 4547366590166。
- 僕たちのサヨナラ（2023年3月29日、SRCL-12480/8） - EAN 4547366607307。

### アルバム
乃木坂46
- 透明な色（2015年1月7日、SRCL-8662/7） - EAN 4988009099934。
- それぞれの椅子（2016年5月25日、SRCL-9078/86） - EAN 4988009128610。
- 生まれてから初めて見た夢（2017年5月24日、SRCL-9437/44） - EAN 4547366307825。
- 今が思い出になるまで（2019年4月17日、SRCL-11140/7） - EAN 4547366401325。
- Time flies（2021年12月15日、SRCL-12020/30） - EAN 4547366534184。

### 映像作品
- 秋元真夏（2012年12月19日） - EAN 4988009056449。
- 秋元真夏×フラッシュハリー（2013年3月13日） - EAN 4988009080857。
- 初夏の全力! 乃木坂46大運動会（2013年7月3日） - EAN 4988009084732。
- Making of 6th Single（2013年7月3日） - EAN 4988009084749。
- BAD BOYS J（2013年9月11日） - EAN 4988021719872。
- 秋元真夏×青山裕企（2013年11月27日） - EAN 4988009087900。
- 乃木坂46 1ST YEAR BIRTHDAY LIVE 2013.2.22 MAKUHARI MESSE（2014年2月5日） - EAN 4988009090900。
- NOGIBINGO!（2014年3月7日） - EAN 4988021109758。
- Creator's Etude 倉持裕編（2014年4月2日） - EAN 4988009092294。
- 劇場版 BAD BOYS J -最後に守るもの-（2014年5月28日） - EAN 4988021713108。
- 秋元真夏×平野奈央・泉田尚美（2014年7月9日） - EAN 4988009094236。
- NOGIBINGO!2（2014年9月12日） - EAN 4988021299015。
- 秋元真夏（2014年10月8日） - EAN 4988009097251。
- 秋元真夏&中元日芽香（2015年3月18日） - EAN 4988009104591。
- 秋元真夏の『推しどこ?』（2015年3月25日） - EAN 4988009105000。
- 第4回 AKB48紅白対抗歌合戦（2015年4月24日） - EAN 4580303213643。
- NOGIBINGO!3（2015年4月24日） - EAN 4988021729635。
- 乃木坂46 2ND YEAR BIRTHDAY LIVE 2014.2.22 YOKOHAMA ARENA（2015年6月17日） - EAN 4988009110134。
- 秋元真夏&西野七瀬（2015年7月22日） - EAN 4988009110714。
- NOGIBINGO!4（2015年10月16日） - EAN 4988021729734。
- 秋元真夏（2015年10月28日） - EAN 4988009116754。
- 悲しみの忘れ方 Documentary of 乃木坂46（2015年11月18日） - EAN 4988104099327。
- 花燃ゆ 完全版 第弐集（2015年12月16日） - EAN 4988013413283。
- 初森ベマーズ（2016年1月20日） - EAN 4988104099433。
- NOGIBINGO!5（2016年2月19日） - EAN 4988021729871。
- 秋元真夏（2016年3月23日） - EAN 4988009124902。
- 乃木坂46 3rd YEAR BIRTHDAY LIVE 2015.2.22 SEIBU DOME（2016年7月6日） - EAN 4988009129518。
- NOGIBINGO!6（2016年9月30日） - EAN 4988021714662。
- 秋元真夏（2017年3月22日） - EAN 4547366297553。
- 乃木坂46 4th YEAR BIRTHDAY LIVE 2016.8.28-30 JINGU STADIUM（2017年6月28日） - EAN 4547366310580。
- NOGIBINGO!7（2017年8月4日） - EAN 4988021146081。
- NOGIBINGO!8（2018年3月16日） - EAN 4988021146821。
- 乃木坂46 5th YEAR BIRTHDAY LIVE 2017.2.20-22 SAITAMA SUPER ARENA（2018年3月28日） - EAN 4547366344523。
- 乃木坂46 真夏の全国ツアー2017 FINAL! IN TOKYO DOME（2018年7月11日） - EAN 4547366363999。
- NOGIBINGO!9（2018年10月19日） - EAN 4988021147392。
- 乃木坂46 6th YEAR BIRTHDAY LIVE 2018.07.06-08 JINGU STADIUM&CHICHIBUNOMIYA RUGBY STADIUM（2019年7月3日） - EAN 4547366411270。
- ドラマ「ザンビ」（2019年8月2日） - EAN 4988021148474。
- NOGIBINGO!10（2019年10月25日） - EAN 4988021148757。
- 秋元工事中（2019年11月6日） - EAN 4547366426854。
- いつのまにか、ここにいる Documentary of 乃木坂46（2019年12月25日） - EAN 4988104123695。
- 乃木坂46 7th YEAR BIRTHDAY LIVE 2019.2.21-24 KYOCERA DOME OSAKA（2020年2月5日） - EAN 4547366438956。
- 連続ドラマW 引き抜き屋 〜ヘッドハンターの流儀〜（2020年10月23日） - EAN 4562474216074。
- 乃木坂46 8th YEAR BIRTHDAY LIVE 2020.2.21-24 NAGOYA DOME（2020年12月23日） - EAN 4547366482812。
- NOGIZAKA46 Mai Shiraishi Graduation Concert 〜Always beside you〜（2021年3月10日） - EAN 4547366491104。
- 乃木坂46 9th YEAR BIRTHDAY LIVE 5DAYS（2022年6月8日） - EAN 4547366541441, EAN 4547366541465。
- 乃木坂スター誕生!2 第1巻（2022年7月22日） - EAN 4988021718974, EAN 4988021141550。
- 乃木坂スター誕生!2 第2巻（2022年10月28日） - EAN 4988021718981, EAN 4988021141567。
- 乃木坂46 真夏の全国ツアー2021 FINAL! IN TOKYO DOME（2022年11月16日） - EAN 4547366576009, EAN 4547366576016。
- 乃木坂46 10th YEAR BIRTHDAY LIVE（2023年2月22日） - EAN 4547366594324, EAN 4547366594447。
- さ〜ゆ〜Ready?さゆりんご軍団ライブ/松村沙友理 卒業コンサート（2023年4月26日）[134]
- 生田絵梨花 卒業コンサート（2023年4月26日）[134]
- それってパクリじゃないですか?（2023年11月15日） - EAN 4988021720519, EAN 4988021142076。
- 乃木坂46 11th YEAR BIRTHDAY LIVE 5DAYS（2024年2月21日） - EAN 4547366660128, EAN 4547366660135。

## 出演

### テレビドラマ
- BAD BOYS J（2013年4月7日 - 6月23日、日本テレビ）上条真理子 役[23][24]
- オトナヘノベル（NHK Eテレ）番組内再現ドラマに出演
  - 「突然の"炎上"そのときどうする!?」（2015年4月2日）主演・カレン 役[135]
  - 「ムリしてない?合わせることに」（2016年4月7日）女子高校生・ユキリコ 役[136]
- 初森ベマーズ（2015年7月11日 - 9月26日、テレビ東京）ハーバード 役[137]
- ザンビ（2019年1月24日 - 3月28日、日本テレビ）西条亜須未 役[138]
- 連続ドラマW 引き抜き屋 〜ヘッドハンターの流儀〜（2019年11月16日 - 12月14日、WOWOW）所美南 役[139]
- 乃木坂シネマズ〜STORY of 46〜 第2話「Perfect I」（2020年1月29日、フジテレビ）主演[140][注 6]
- それってパクリじゃないですか? 第6話 - 最終話（2023年5月17日 - 6月14日、日本テレビ）篠山瑞生 役[142][143]
- 青島くんはいじわる（2024年7月6日 - 9月14日、テレビ朝日）木村里香 役[144]

### ウェブドラマ
- サムのこと（2020年3月20日 - 28日、dTV）振付師 役[145][注 7]
- サイコウさんは最高です!（2024年11月22日 - 、BUMP）主演・西光朱里 役[146]

### その他のテレビ番組
- 古舘トーキングヒストリー（テレビ朝日）
  - 忠臣蔵、吉良邸討ち入り完全実況（2016年12月10日）[147]
  - 戦国最大のミステリー 本能寺の変、完全実況（2018年1月6日）[148]
  - 幕末最大の謎 坂本龍馬暗殺、完全実況（2019年1月5日）[149]
- 人生を諦める技術（2018年8月7日 - 14日、テレビ東京）MC[150]
- こども遊びを究極スケールアップ ビッグ☆プレイ（2019年3月28日・12月14日、読売テレビ）MC[151][152]
- ひねくれ3→自慢したい人がいます〜拝啓 ひねくれ3様〜（2019年4月6日 - 2020年3月28日、テレビ東京）進行[153]
- 芸人先生 シーズン3（2020年5月19日 - 8月18日、NHK Eテレ）ナレーター[154]
- 中川家・秋元真夏・丸山桂里奈の「#新しい日常」について聞かせてもらってイイですか？（2020年9月19日、テレビせとうち）MC[155]
- インドア王GP（2021年10月16日、テレビ愛知）MC[156]
- 日本最強の城スペシャル 第10弾（2022年1月1日、NHK総合）[157]
- イタズラジャーニー（2022年6月4日、フジテレビ）進行[158]
- ハートフル大脱出（2022年10月22日、日本テレビ）[159]
- ZIP!（2023年2月3日 - 24日、日本テレビ）2月度金曜パーソナリティ[160]
- アイ・アム・冒険少年（2023年6月26日 - 2024年3月4日、TBS）冒険メンバー[161]
- ナゼそこ?（2023年8月3日 - 2025年3月28日、テレビ東京）MC[注 8]
- 東京大賞典2023（2023年12月29日、フジテレビ）MC[164]
- よるのブランチ（2024年4月3日 - 、TBS）[165]
- ヒルナンデス!（2024年10月2日 - 、日本テレビ）水曜シーズンレギュラー→水曜レギュラー[166]
- 〜北信越のラーメン大検索〜 なんて麺だ!!（2024年10月23日、テレビ朝日系北信越3局[注 9]）MC[167]
- 秋元真夏のほくりくインターンシップ（2025年6月29日、MRO北陸放送）[168]

### ラジオ
- らじらー! サンデー（2017年1月29日 - 3月19日、NHKラジオ第1）レギュラー・中元日芽香の代理[169][注 10]
- 卒業アルバムに1人はいそうな人を探すラジオ（2020年11月3日 - 2021年3月23日、文化放送）火曜パーソナリティ[170]
- 秋元真夏(乃木坂46) 卒業アルバムに1人はいそうな人を探すラジオ サンデー→秋元真夏 卒業アルバムに1人はいそうな人を探すラジオ サンデー（2021年4月4日 - 2023年3月26日、文化放送）パーソナリティ[171]
- とんかつ特番 feat．秋元真夏（乃木坂46）[注 11]（2021年6月14日、文化放送）[172]
- 秋元真夏 卒アルラジオ（2023年3月28日 - 2025年3月25日[173]、文化放送）パーソナリティ[174]
- 秋元真夏のオールナイトニッポンX（2025年4月19日、ニッポン放送）[175]

### 映画
- 劇場版BAD BOYS J -最後に守るもの-（2013年11月9日、ショウゲート）上条真理子 役[176]
- 超能力研究部の3人（2014年12月6日、BS-TBS）主演・山崎良子 役（生田絵梨花、橋本奈々未とのトリプル主演）[26]

### 舞台
- 舞台「サザエさん」（2019年9月3日 - 17日、東京：明治座 / 9月28日 - 10月13日、福岡：博多座）磯野ワカメ 役（日向坂46・齊藤京子とのダブルキャスト）[177]
- 鍵泥棒のメソッド→リブート（2024年1月11日 - 21日、東京：本多劇場 / 1月27日、大阪：森ノ宮ピロティホール）水嶋香苗 役[178][179]
- AOI Pro.コント公演「混頓 vol.7」（2025年11月28日 - 12月1日〈予定〉、東京：TOKYO FM HALL）[180]

### ネット配信
- 乃木坂46 秋元真夏生誕記念 “真夏リスペクト軍団”全員生出演〜真夏を全力チアー(応援)〜（2016年8月20日、ニコニコ生放送）[181]
- 乃木坂46 秋元真夏リスペクト軍団全員生出演〜2度目のニコ生SP〜（2016年11月1日、ニコニコ生放送）[30]
- 乃木坂46『秋元真夏ファースト写真集 真夏の気圧配置』スペシャル（2017年3月2日、SHOWROOM）[182]
- まなったんのゆめ盛りスイーツ → まなったんのデキる嫁キブン → 今夜、まなつと何食べる？（2018年10月26日 - 、NATSLIVE）[98]
- ファンタ坂学園と大合唱計画（2019年7月16日 - 9月14日、AbemaTV）学生[183]
- TVerで学ぶ！最強の時間割 シーズン2（2023年11月3日 - 、TVer）生徒[184]
- ゆるふわたいむ（2024年4月2日 - 、YouTubeチャンネル）3代目MC[185]
- トークサバイバー！ラスト・オブ・ラフ（2024年9月3日配信、Netflix）立会人[186]

### CM
- JAタウン（2024年4月 - ）JAタウンオフィシャルサポーター[187]

### イベント
- 東北楽天ゴールデンイーグルス対福岡ソフトバンクホークス4回戦 始球式（2022年4月30日、楽天生命パーク宮城）[45]
- オリックス・バファローズ対東北楽天ゴールデンイーグルス16回戦 始球式（2023年8月3日、京セラドーム大阪）[188]
- ヨコハマ未来創造会議（仮称）（2023年12月 - ）GREEN×CAPTAIN[189][190]
- 東北楽天ゴールデンイーグルス対千葉ロッテマリーンズ7回戦 始球式（2024年5月3日、楽天モバイルパーク宮城）[57]
- 明治安田J1リーグ第29節「FC町田ゼルビア対浦和レッズ」キックインセレモニー（2024年8月31日、国立競技場）[59]

### アンバサダー
- 「つくる冒険 日本のアール・ブリュット45人 ―たとえば、「も」を何百回と書く。」巡回展（2025年7月12日 - 9月7日） - 公式アンバサダー[191]

## 書籍

### 写真集
- 季刊 乃木坂 vol.3 涼秋（2014年9月4日、東京ニュース通信社）[192]
- 真夏の気圧配置（2017年2月28日、徳間書店）[193]
- しあわせにしたい（2020年4月8日、竹書房）[194][195]
- 振り返れば、乃木坂（2023年2月21日、幻冬舎）[49][196]

### その他
- 秋元真夏フォトブック『淡淡（あわあわ）』（2025年8月20日、幻冬舎、ISBN 978-4-344-04474-6）[197]

### 雑誌連載
- 月刊ENTAME（2015年5月30日 - 2017年3月30日、徳間書店）まなったんのただいま花嫁修業中[198]

### 関連書籍
- 映画 超能力研究部の3人 公式ブック（2014年12月5日、講談社）[199]